# Ублінек
Ублінек (пол. Ublinek) — село в Польщі, у гміні Ліпник Опатовського повіту Свентокшиського воєводства.
Населення — 168 осіб (2011).
У 1975-1998 роках село належало до Тарнобжезького воєводства.

## Історія
Село має давні коріння і на території села мешкало багато шляхетських родин, в яких був герб Остоя

## Демографія
Демографічна структура на день 31 березня 2011 року:
|          | Загалом | Допрацездатний вік | Працездатний вік | Постпрацездатний вік |
| -------- | ------- | ------------------ | ---------------- | -------------------- |
| Чоловіки | 91      | 14                 | 63               | 14                   |
| Жінки    | 77      | 14                 | 43               | 20                   |
| Разом    | 168     | 28                 | 106              | 34                   |